# HD245191
HD245191 є хімічно пекулярною зорею спектрального класу
A0 й має видиму зоряну величину в смузі V приблизно 11,2.

## Пекулярний хімічний вміст
Зоряна атмосфера HD245191 має підвищений вміст 
Si
.